# Slavko Kocmut
Slavko Kocmut, slovenski policist in veteran vojne za Slovenijo, * 1948, † 2013.
.
Kocmut je bivši direktor PU Slovenj Gradec in PU Maribor.

## Odlikovanja in nagrade
Leta 1992 je prejel častni znak svobode Republike Slovenije z naslednjo utemeljitvijo: »za izjemne zasluge pri obrambi svobode in uveljavljanju suverenosti Republike Slovenije«.